# Везикулозна болест при свинете
Везикулозната болест при свинете е силно заразна болест, засягаща Свиневите.

## Описание
Леката форма на болестта се характеризира с повишаване на температурата до 41°C, мехури (везикули) по венечния ръб на пръстите, устните и езика, накуцване.
Усложнената форма се среща по-рядко. Температурата отново е по-висока, може да започнат гнойно-некротични процеси заради допълнително заразяване, при бременните понякога настъпват спонтанни аборти. В някои случаи заболяването завършва със смърт.
Инкубационният период е 3 – 10 дена. Вирусът, причинител на болестта, се предава чрез урината, фекалиите и носния секрет на болните или преболедувалите животни.